# Марк Кац
Марк Кац (пол. Marek Kac, англ. Mark Kac; 3 серпня 1914, Кременець — 26 жовтня 1984, Каліфорнія, США) — відомий польський та американський математик єврейського походження, який народився в Кременці, а почав свою професійну діяльність у Львові, піонер сучасної теорії ймовірностей.

## Біографія
Син Бенедикта Каца, викладача з науковим ступенем з філософії, отриманої в Лейпцизькому університеті і вченим ступенем з історії та філології, отриманої в Московському університеті. Мати Хана, дочка купця другої гільдії Мойше Ройхеля. в 1915 році родина Хани і Бенедикта Каца виїхала з Кременця з однорічним Мареком. У 1921 році коли Кременець відійшов до Польщі сім'я Кац повернулася до Кременця. Хлопчик вступив до Кременецької гімназії. У 5-му класі Марк заявив, що спосіб, яким математик Джироламо Кардано вивів формулу рішення кубічних рівнянь його не влаштовує. Під час літніх канікул знайшов новий спосіб доказу. Вчитель математики послав роботу Марка Каца в польське періодичне видання «Молодий математик».
У 1930 році Марк вступив до Львівського університету. Один з творців львівської математичної школи. Докторська ступінь отримана під керівництвом Гуґо Штейнгауза, присвоєна Марку Кацу в 1937 році, суттєво підняла його науковий статус. В 1938 році університет Джона Хопкінса виділив львівському докторові математичних наук річний фонд, що дозволив Марку Кацу приїхати до США. Він прибув до Нью-Йорку в листопаді 1938 року. З 1939 по 1961 рік в Корнельському університеті, спочатку як інструктор, а потім з 1943 на посаді доцента і з 1947 року повного професора. Став громадянином США в 1943 році.
З 1961 року в університеті Рокфеллера в Нью-Йорку. Через двадцять років, він перейшов до університету Південної Каліфорнії, де він провів залишок своєї кар'єри. У 1967 році спільно з ще одним учнем Гуго Штейнгауза, Станіславом Улямом, написав статтю для Британської енциклопедії «Математика і логіка: ретроспектива і перспектива», яка пізніше видається окремою книгою.
Батьки Марка і його молодший брат Герш розділили участь євреїв кременецького гетто.

## Праці
- Кац М. Статистическая независимость в теории вероятностей, анализе и теории чисел = Statistical Independence in Probability, Analysis and Number Theory. — Москва : ИЛ, 1963. — 156 с.
- Кац М. Вероятность и смежные вопросы в физике = Probability and related topics in the physical sciences. — Москва : Мир, 1965. — 408 с.
- Кац М. Несколько вероятностных задач физики и математики = Kilka zagadnień stochastycznych fizyki i matematyki. — Москва : Наука, 1967. — 176 с.
- Кац М., Улам С. Математика и логика. Ретроспектива и перспектива = Mathematics and Logic: Retrospect and Prospects. — Москва : Мир, 1971. — 254 с.
- Кац М. Математические механизмы фазовых переходов // Устойчивость и фазовые переходы. — Москва : Мир, 1973. — 376 с.
- Kac M. Enigmas of Chance: An Autobiography. — New York : Harper & Row, 1985. — 376 с. — ISBN 0060154330.